# Retablo del Corpus Christi
El retablo del Corpus Christi es una obra escultórica conservada en la Parroquia de Santa María Magdalena de la ciudad de Jaén y que está considerada como una de las joyas de la imaginería renacentista de Andalucía.

## Descripción
El conjunto representa la escena de la crucifixión de Cristo, ocupando unas dimensiones máximas de 3 metros de altura, 2,25 metros de ancho y 28 centímetros de profundidad. El Cristo crucificado es una escultura de bulto redondo mientras que el resto de personajes están tallados en altorrelieve.
La composición la centra la talla del crucificado, ya muerto y con la herida del costado abierta. Cristo divide a las figuras secundarias en dos grupos. A su derecha quedan "los buenos": el evangelista Juan, Nicodemo, José de Arimatea y un grupo de santas mujeres que asisten a la Virgen, desmayada ante la pérdida de su hijo. En el grupo de la izquierda, "los malos", dos sayones y dos romanos que se burlan de los dolientes. El soldado que porta la pica puede identificarse como Longinos. La excepción a la distribución de los grupos la pone María Magdalena, arrodillada en el lado izquierdo y con la cabeza elevada en contemplación de Cristo.
El conjunto está labrado en madera de nogal estofada y policromada. Anteriormente contó con un fondo paisajístico tallado en yeso policromado.

## Historia
El retablo recibe su denominación de la Cofradía del Corpus Christi, entidad que lo encargó en torno a 1520 o 1525. En algún momento de la Historia, la arquitectura del retablo en sí se perdió, conservándose en la actualidad sólo el grupo escultórico del Calvario.
En 1996 fue restaurado por la Dirección General de Bienes Culturales de la Consejería de Cultura de la Junta de Andalucía bajo la dirección de Mari Paz Barbero. Estos trabajos se centraron en la eliminación de repintes, el cierre de grietas y la limpieza de la policromía del conjunto.
Por su carácter icónico, el relieve ha sido requerido para diferentes muestras. En 1929, viajó a Sevilla para figurar en el Pabellón de Jaén de la Exposición Iberoamericana. En 1966 fue protagonista de la exposición Recursos turísticos de la provincia de Jaén.
La obra ha pasado por diferentes mutilaciones y cambios de ubicación. Originalmente se encontraba en el muro de la Epístola del templo de la Magdalena. Posteriomente figuró en el altar mayor. Entre 1966 y 1988 fue cedido en depósito al Museo de la Catedral de Jaén. Tras la restauración de 1996 se dispuso en la cabecera de la nave del Evangelio.

## Autoría
El conjunto muestra resonancias flamencas e italianas, que fueron habituales en los escultores que trabajaron en el entorno del Santo Reino durante el periodo renacentista. Dos de ellos son los nombres que más ha propuesto la crítica como posibles autores de esta obra.
Jacopo Torni, El Indaco, nació en Florencia en 1476, pero desarrolló la mayor parte de su carrera en España. En la vecina Granada dejó obras como el Santo Entierro del Monasterio de San Jerónimo, cuyos personajes pueden vincularse con el conjunto jaenero. También puede verse similitudes entre el crucificado y el Cristo de San Agustín que conservan las monjas clarisas del Convento del Santo Ángel.
Una generación posterior es Jerónimo Quijano, muy fecundo en las cercanas provincias de Albacete y Murcia. De su mano conocemos crucificados como el de la Misericordia de la Catedral de Murcia, el del Refugio de la Parroquia de San Lorenzo o el de la Iglesia de la Merced, ambos de la misma ciudad.